# Tachycineta bicolor
La rondine arboricola bicolore (Tachycineta bicolor (Vieillot, 1808) è un uccello della famiglia Hirundinidae.